# Abraxas fumicolor
Abraxas fumicolor là một loài bướm đêm trong họ Geometridae.